# Помеција
Помеција (итал. Pomezia) град је у Италији у регији Лацио. Према процени из 2010. у граду је живело 61.106 становника.

## Становништво
Према резултатима пописа становништва 2011. у општини је живело 56.372 становника.
| 1931. | 1936. | 1951. | 1961. | 1971.  | 1981.  | 1991.  | 2001.  | 2011.  |
| ----- | ----- | ----- | ----- | ------ | ------ | ------ | ------ | ------ |
| 1.110 | 1.372 | 3.842 | 6.772 | 19.040 | 29.925 | 37.512 | 43.960 | 56.372 |

## Градови побратими
- Зинген
- Чанакале
- Итаполис